# Социал-демократическая радикальная партия Чили
Социал-демократическая радикальная партия Чили (исп. Partido Radical Socialdemócrata, PRSD) — чилийская политическая партия левоцентристского и социал-демократического толка, существовавшая в 1994—2018 годах, одна из ведущих партий страны в этот период времени. Член «Коалиции партий за демократию» и альянса «Новое большинство».
Была образована в результате слияния Радикальной партии Чили и Чилийской социал-демократической партии после поражения обеих на парламентских выборах 1993 года с целью консолидации левоцентристского электората. Так как ЧСДП являлась отколом от РП (она вышла из неё в 1971 году под названием «Партия левых радикалов»), это ознаменовало окончательное воссоединение радикального сектора чилийской политики.
В идеологическом отношении PRSD позиционировала себя как рационалистская, прогрессивная, светская и социалистическая партия, защищая свободу личности «без каких-либо ограничений, кроме закона и общественного порядка» и признавая ценности европейской социал-демократической традиции. В плане отношения к экономической системе она критически относилась к неолиберализму и выступала за смешанную экономику, «где государство играет определенную роль в экономике в целом при участии частных лиц».
Как член правящей «Коалиции партий за демократию», имела представительство в сформированных ею кабинетах Эдуардо Фрея Руис-Тагле, Рикардо Лагоса и Мишель Бачелет (по 2 портфеля в каждом), также была представлена во втором кабинете Мишель Бачелет после её возвращения к власти при поддержке «Нового большинства» (3 портфеля). Представитель партии Алехандро Гильер был выдвинут «Новым большинством» в качестве независимого кандидата в Президенты на выборах 2017 года, но проиграл во втором туре Себастьяну Пиньера.
2 июля 2015 года на праймериз большинство членов партии (88%) поддержало предложение о роспуске PRSD и воссоздании Радикальной партии Чили. 24 августа 2018 года Избирательная служба Чили зарегистрировала Устав PR, в следствии чего PRSD была распущена.